# Platinum Stars Football Club
El Platinum Stars Football Club és un club de futbol sud-africà de la ciutat de Mafikeng.

## Història
El club és el descendent de l'històric Highlands Park. L'any 1998 es fundà el nou club en comprar la franquícia del Khakhu Fast XI de la segona divisió. El club es fusionà amb el club Silver Stars, essent anomenat HP Silver Stars. El 2007 esdevingué Platinum Stars.

## Palmarès
- Telkom Knockout:[2]

2006, 2013
- MTN 8:[2]

2013
- First Division Inland Stream:

2002–03
- Second Division Northern Stream:

1998–99